# Just Give Me a Reason
«Just Give Me a Reason» — песня американской певицы P!nk. Композиция была выбрана третьим синглом из шестого студийного альбома The Truth About Love. Записана совместно с солистом группы Fun Нэйтаном Рюссом. До релиза в качестве сингла, трек попал в чарты некоторых стран мира, благодаря хорошим продажам в цифровых магазинах. Видео на сингл было снято в ноябре 2012 году, что подтвердила сама Pink во время интервью во Франции. «Just Give Me a Reason» стала четырнадцатым синглом Пинк, который вошёл в десятку чарта Billboard Hot 100. Через неделю она стала третьей песней Pink, которая достигла первого места по цифровым продажам, так же как So What (2008) и F**kin’ Perfect (2011). В США «Just Give Me a Reason» был продан в количестве более трёх миллионов цифровых копий.
Видео на песню победило в номинации Лучшее сотрудничество на премии 2013 MTV Video Music Awards.

## О песне
«Just Give Me a Reason» была записана совместно с Нейтом Рюссом. Изначально певица планировала создать сольную версию, но в итоге было принято решение записать дуэт.
«Just Give Me a Reason» является поп-балладой. Песня начинается с клавишного перебора, затем начинает петь первый куплет, который перетекает в припев, сопровождающийся звуками хлопков и барабанов. Общая продолжительность композиции — четыре минуты две секунды. Согласно нотам опубликованным на Musicnotes.com, «Just Give Me a Reason» написана в тональности соль-мажор с умеренным темпом 95 ударов в минуту. Вокал Пинк и Нейта Рюсса охватывает октавы от G3 до G5. Куплеты и припев звучат аккордами G-C-Em-C, а переход и вступление аккордами Em-Am-D-G.
Джоди Розен из Rolling Stone назвала «Just Give Me a Reason» лучшим треком из альбома, в котором Pink создаёт эффект «обратной драмы», позволяя мелодии и настроению делать свою работу".

## Музыкальное видео
Лирикс видео на песню было опубликовано на VEVO в сентябре 2012 года.
Видео на песню было снято в ноябре 2012 года. Его режиссёром выступил Диана Мартель («Whataya Want from Me» — Adam Lambert, «3» — Бритни Спирс). Несколько кадров клипа были выложены в Twitter. На них изображена Пинк, лежащая рядом со своим мужем Кэри Хартом. После чего, в скором времени, были удалены. Официальное видео было выпущено 5 февраля 2013 года. Видео со съемок клипа было добавлена на официальный канал певицы. По сюжету видео Pink плывет на матрасе по озеру, объятом туманом. Пинк одета в серые майку и шорты. На матрасе находится плюшевый мишка со светящимися глазами, а по озеру также плывёт телевизор. Сольные партии Пинк исполняет лежа на матрасе, а моменты с Нейтаном Рьюсом изображаются в виде ролика на экране телевизора. В кадрах с Нейтом, на Пинк светлое платье с кружевами, а на Рьюсе белая рубашка, чёрный пиджак и коричневые брюки. Также в клип включены кадры с мужем Пинк Кери Хартом. Пинк одета в белый купальник, а Кери в серые плавки. Сюжетные линии в основном связываются с песней.

## Коммерческий успех
6 октября 2012 года «Just Give Me a Reason» дебютировал на 106 месте в чарте синглов США (в одну неделю с предыдущим синглом «Try», который дебютировал на 56 позиции) и 75 месте в канадском чарте. Песня также дебютировала на 168 месте во Франции и 65 позиции в Швейцарии. 12 января 2013 года песня дебютировала в чарте Голландии на 5 месте. Спустя четыре недели песня поднялась до 3 места, что ставит её по продажам в этой стране на один уровень с синглом Pink «Raise Your Glass», который был издан в 2010 году из сборника хитов Greatest Hits… So Far!!!. В Австралии песня стартовала с 6 места 17 февраля 2013 года на следующей неделе трек добрался до 1 места, что сделало The Truth About Love, первым альбомом Pink, из которого два сингла достигли первой позиции. Также это первый сингл номер один для Nate Ruess и третий в общем зачете для группы Fun.
В Нидерландах «Just Give Me a Reason» дебютировала с первого места, став первым синглом Пинк, который оказался на вершине чарта этой страны за все 13 лет карьеры певицы. Во французском чарте песня оказалась на седьмом месте в марте 2013 года, став третьим синглом Пинк, вошедшим в десятку чарта этой страны. В Канаде 13 апреля 2013 года, композиция попала на первое место в чарте этой страны, став вторым номером один, после «So What». Сингл провел семь недель на первом месте в этой стране.
Трек добился большой популярности в США и стал самым высоко продаваемым синглом из альбома The Truth About Love. Он возглавил чарт iTunes 19 марта и оставался на первом месте в течение 10 дней подряд. В начале апреля песня была смещена на вторую позицию синглом певца Бруно Марса «When I Was Your Man», но через два дня вернул себе лидерство и держался на первом месте весь апрель 2013 года. Успех на цифровом рынке отразился на позициях композиции в Billboard Hot 100, став четырнадцатым синглом в карьере Пинк, который достиг первой десятки этого чарта, войдя в десятку с пятого места, затем переместившись на третью позицию и в итоге достигнув высшей строчки. На первом месте «Just Give Me a Reason» провел три недели. Таким образом, The Truth About Love стал вторым альбомом Pink, после Missundaztood, из которого три сингла попало в десятку Billboard Hot 100. На период мая 2013 года, в США песня была продана в количестве 3 000 000 копий. В чарте Adult Top 40 сингл, также попал на первое место, став восьмым номером один в этом чарта, сделав P!nk рекордсменом по количеству синглов № 1 в Adult Top 40, обогнав Katy Perry и Maroon 5 у которых 7 синглов № 1 которые отметились на вершине чарта.

## Список композиций
- Цифровая дистрибуция[20]

1. «Just Give Me a Reason» — 4:02

- Немецкий CD[21][22]

1. «Just Give Me a Reason» — 4:02
2. «Are We All We Are» (live from Los Angeles) — 3:32

## Участники записи
- Pink — автор, вокал
- Nate Ruess — автор, вокал
- Jeff Bhasker — автор, продюсер, клавишные
- Anders Mouridsen — гитара
- John X. Volaitis — подготовка записи в Earthstar Creation Center
- Toni Maserati — сведение
- Justin Hergett — ассистент
- James Krausse — ассистент

Информация взята из буклета к альбому «The Truth About Love».

## Награды и номинации
| Год  | Церемония               | Награда                                         | Результат |
| ---- | ----------------------- | ----------------------------------------------- | --------- |
| 2013 | BenBoard Music Awards   | «Лучшее Сотрудничество»                         | Победа    |
| 2013 | 56-я церемония «Грэмми» | «Песня Года»                                    | Номинация |
| 2013 | 56-я церемония «Грэмми» | «Лучшее поп-исполнение дуэтом или группой»      | Номинация |
| 2013 | MTV Video Music Awards  | «Лучшее Сотрудничество»                         | Победа    |
| 2013 | MTV Video Music Awards  | MTV Video Music Award for Best Female Video     | Номинация |
| 2013 | MTV Video Music Awards  | MTV Video Music Award for Best Editing          | Номинация |
| 2013 | VEVOCertified Awards    | VEVOCertified Awards for 200.000.000 Views      | Победа    |
| 2013 | World Music Awards      | World Music Awards for World's Best Music Video | Ожидается |
| 2013 | Teen Choice Awards      | Teen Choice Awards for Choice Love song         | Номинация |
| 2013 | People's Choice Awards  | People's Choice Awards Favorite Song            | Номинация |
| 2013 | People's Choice Awards  | People's Choice Awards Favorite Music Video     | Номинация |

## Чарты
| Чарт (2013)                            | Лучшая позиция |
| -------------------------------------- | -------------- |
| Австралия (ARIA)                       | 1              |
| Австрия (Ö3 Austria Top 40)            | 1              |
| Бельгия/Фландрия (Ultratop 50)         | 2              |
| Бельгия/Валлония (Ultratop 50)         | 3              |
| Brazil Hot Pop Songs                   | 1              |
| Brazil Hot Pop Songs                   | 1              |
| Канада (Billboard Canadian Hot 100)    | 1              |
| Чехия (Rádio — Top 100)                | 1              |
| Чехия (Singles Digitál Top 100)        | 44             |
| Дания (Tracklisten)                    | 3              |
| Europe (Euro Digital Songs)            | 1              |
| Финляндия (Suomen virallinen lista)    | 4              |
| Франция (SNEP)                         | 4              |
| Германия (GfK)                         | 1              |
| Венгрия (Rádiós Top 40)                | 12             |
| Iceland (RÚV)                          | 7              |
| Ирландия (IRMA)                        | 1              |
| Израиль (Media Forest)                 | 2              |
| Италия (FIMI)                          | 1              |
| Lebanon (The Official Lebanese Top 20) | 1              |
| Luxembourg Digital Songs (Billboard)   | 1              |
| Mexico Ingles Airplay (Billboard)      | 1              |
| Нидерланды (Dutch Top 40)              | 1              |
| Новая Зеландия (Recorded Music NZ)     | 1              |
| Норвегия (VG-lista)                    | 2              |
| Польша (Polish Airplay Top 100)        | 1              |
| Portugal Digital Songs (Billboard)     | 1              |
| Румыния (Romanian Radio Airplay)       | 1              |
| Шотландия (OCC Scotland)               | 1              |
| Словакия (Rádio — Top 100)             | 1              |
| Slovenia (SloTop50)                    | 4              |
| ЮАР (EMA)                              | 10             |
| Испания (PROMUSICAE)                   | 5              |
| Швеция (Sverigetopplistan)             | 1              |
| Швейцария (Schweizer Hitparade)        | 2              |
| Великобритания (OCC UK Singles)        | 2              |
| США (Billboard Hot 100)                | 1              |
| США (Billboard Adult Contemporary)     | 1              |
| США (Billboard Adult Pop Airplay)      | 1              |
| США (Billboard Pop Airplay)            | 1              |
| США (Billboard Rhythmic)               | 39             |

| Чарт (2013)                            | Позиция |
| -------------------------------------- | ------- |
| Australia (ARIA)                       | 6       |
| Austria (Ö3 Austria Top 40)            | 6       |
| Belgium (Ultratop 50 Flanders)         | 15      |
| Belgium (Ultratop 50 Wallonia)         | 18      |
| Canada (Canadian Hot 100)              | 3       |
| Denmark (Tracklisten)                  | 7       |
| France (SNEP)                          | 16      |
| Germany (Media Control AG)             | 12      |
| Irish Singles Chart                    | 5       |
| Israel (Media Forest)                  | 13      |
| Ireland (IRMA)                         | 5       |
| Italy (FIMI)                           | 5       |
| Moldova (Media Forest)                 | 5       |
| Netherlands (Dutch Top 40)             | 7       |
| Netherlands (Mega Single Top 100)      | 4       |
| New Zealand (Recorded Music NZ)        | 4       |
| Philippines (Over-All Top 20)          | 1       |
| Slovenia (SloTop50)                    | 9       |
| Spain (PROMUSICAE)                     | 19      |
| South Korea (Gaon International Chart) | 183     |
| Sweden (Sverigetopplistan)             | 13      |
| Switzerland (Schweizer Hitparade)      | 8       |
| UK Singles (Official Charts Company)   | 8       |
| US Billboard Hot 100                   | 7       |
| US Adult Contemporary (Billboard)      | 2       |
| US Adult Pop Songs (Billboard)         | 2       |
| US Radio Songs (Billboard)             | 5       |
| US Hot Ringtones                       | 8       |
| US Pop Songs (Billboard)               | 11      |
| IFPI                                   | 4       |

| Чарт (2014)         | Позиция |
| ------------------- | ------- |
| Slovenia (SloTop50) | 47      |

## Сертификация
| Регион | Сертификация          | Продажи   |
| --- | --------------------- | --------- |
| Австралия (ARIA) | 12× Платиновый        | 840 000   |
| Австрия (IFPI Austria) | Платиновый            | 30 000*   |
| Бельгия (BEA) | Платиновый            | 30 000*   |
| Бразилия (ABPD) | 2× Бриллиантовый      | 500 000   |
| Канада (Music Canada) | Бриллиантовый         | 800 000   |
| Дания (IFPI Danmark) | Платиновый            | 30 000^   |
| Финляндия (Musiikkituottajat) | Золотой               | 33,024    |
| Франция (SNEP) | Золотой               | 75 000*   |
| Германия (BVMI) | 3× Золотой            | 450 000^  |
| Италия (FIMI) | 3× Платиновый         | 90 000*   |
| Мексика (AMPROFON) | 3× Платиновый+Золотой | 210 000*  |
| Новая Зеландия (RMNZ) | 5× Платиновый         | 75 000*   |
| Португалия (AFP) | Платиновый            | 20 000    |
| Испания (PROMUSICAE) | Золотой               | 20 000*   |
| Швеция (GLF) | 3× Платиновый         | 120 000   |
| Швейцария (IFPI Switzerland) | 2× Платиновый         | 60 000^   |
| Великобритания (BPI) | 3× Платиновый         | 1 800 000 |
| США (RIAA) | 2× Платиновый         | 4,405,000 |
| Стриминг |                       |           |
| Дания (IFPI Danmark) | 3× Платиновый         | 5 400 000 |
| Испания (PROMUSICAE) | Золотой               | 4 000 000 |
| * Данные о продажах приведены только на основе сертификации. · ^ Данные о тиражах приведены только на основе сертификации. · Данные о продажах + прослушиваниях приведены только на основе сертификации. · Данные только о прослушиваниях приведены на основе сертификации. |                       |           |

## Релиз
| Страна   | Дата            | Формат                   |
| -------- | --------------- | ------------------------ |
| США      | 26 февраля 2013 | Радио                    |
| Германия | 12 апреля 2013  | CD сингл                 |
| США      | 15 апреля 2013  | Adult Contemporary radio |